# Germering
Germering (in bavarese Geamaring) è un comune tedesco di 41 822 abitanti appartenente al distretto di Fürstenfeldbruck, situato nel land della Baviera.
Giace circa 15 km a sud-ovest di Monaco di Baviera.

## Storia
Durante la seconda guerra mondiale, Germering fu sede di una sottosezione del Campo di concentramento di Dachau.

## Collegamenti
Le principali vie di comunicazione di Germering sono le autostrade A96 e A99, nonché la linea S-Bahn S8.